# Љубинковић
Љубинковић је српско презиме. Значајни људи са овим презименом су:
- Марко Љубинковић (1981), бивши фудбалер
- Зоран Љубинковић (1982), фудбалер